# Zdeněk Sedláček
Zdeněk Sedláček (narozen 27. června 1957 v Praze) je český silniční motocyklový závodník. V letech 1985-1992 jezdil na Mistrovství Československa silničních motocyklových závodů, z toho v letech 1988 a 1992 v první desítce. Od roku 2006 je aktivním účastníkem motokrosových závodů Veterán klasik. Patří mezi poslední jezdce Mistrovství ČSSR s legendární značkou JAWA.

## Závodní kariéra

### První úspěchy
Zdeněk Sedláček se narodil v rodině slavistického lingvisty v Praze a jeho zájem o motoristický sport ho odvedl zcela mimo předpokládaná humanitní studia. Vyučil se automechanikem a ihned po návratu z vojny se bez potřebné rodinné podpory začal jako čistokrevný samouk seznamovat s technickým úskalím silničního motocyklového sportu. Poprvé se na startovní čáru postavil v roce 1980 při závodech do vrchu Komořany-Točná se stopětadvacítkou, „naroubovanou“ na karter Jawy 90 Roadster. V tomto roce skončil v oblastním bodování celkově na nule. Z prvních úspor pořídil koncepčně ucelený stroj, a to Jawu 350 Junior. S ní se již v roce 1981 dopracoval poprvé na vítězné stupně. Na okruhu ve Vranovicích tehdy stanul se stříbrným věncem vedle vítězného Milana Šobáně. Přes spolehlivost stroje vyměnil Jawu Junior za závodního plnokrevníka Jawu 250. Vysoký výkon však byl vykoupen příliš strmým průběhem točivého momentu, jehož výsledkem byly nepříjemné „díry v plynu“, dostatečná rovněž nebyla celková spolehlivost. Přesto si v září 1982 dojel na okruhu v Opavě pro první oblastní zlato.

### Přebor ČSR
V roce 1983 získal zlato na domácím okruhu v Malešicích a stříbro ve Strakonicích. Celkový oblastní výsledek v roce 1983 Zdeňka Sedláčka posunul na okruhy české zemské soutěže, nazývané tehdy Přebor ČSR. Od roku 1984 Sedláčkovi motory připravoval závodník a konstruktér Ladislav Štajner, navíc se do majetku Sedláčkovy stáje dostala výkonná dvouválcová vodou chlazená Jawa 350 s mimořádně jemnou čtyřklíčovou brzdou. Hned při první jízdě na Sendražickém okruhu u Kolína s ní dojel na prvním místě. 10. června 1984 při slavnostním otevření Mosteckého okruhu pro motocykly získal v Přeboru ČSR druhé místo, a to přímo pod dohledem autora zdařilého stroje, vlajkového konstruktéra Jawy Ing. Zdeňka Tichého. Zemské bodování v toto roce již umožnilo postup do nejvyšší soutěže.   

### Mistrovství Československa
První jízdu v nejvyšší soutěži zakončil 10.5.1985 v Městci Králové na 9. místě a celkově skončil v tomto roce třináctý. V roce 1986 si pořídil sériový "ostrý" dvoutakt Yamaha 350 RD, se kterým vyjížděl startovní umístění a šetřil si tak Jawu pro samotný závod. Přes úspěšné jízdy však nakonec koncem roku přesedlal na Yamahu 500 ypvs, se kterou jezdil až do konce své kariéry v nejvyšší soutěži, dvakrát v první desítce.

### Návrat na silniční okruhy
Začátek devadesátých let zvýšil výkonnostní rozdíl strojů, kterému již s korespondující finanční náročností nemohl v nejvyšších soutěžích čelit. Na závodní okruhy se mimo postupové soutěže vrátil až v roce 2003 spolu se sériovou Yamahou 350 RD, kterou od roku 2005 nahradil Hondou 600 cbr. Je pravidelným účastníkem 300 zatáček Gustava Havla, pravidelně se objevuje na okruzích v Mostě a na Těrlickém okruhu. V roce 2010 spolu s Lubošem Jelínkem dosáhl bronzového umístění ve štafetě ve třídě superbike. Od roku 2011 jezdí veteránské závody silničních sajdkár se stroji Ural 650 a Yamaha 750 s Romanem Sedláčkem, Janem Polívkou či Dušanem Novosadem, a to v roli řidiče i spolujezdce.

### Terénní aktivity
V letech 1982 až 1984 jezdil s Karlem Novotným jako spolujezdec v oblastních soutěžích sajdkárkrosu. Jako účastník silničních MČSSR se pravidelně účastnil motokrosových soutěží silničních jezdců v Přerovské rokli. Od roku 2006 jezdí v závodech Veterán Klasik. Jezdí se stroji ČZ 250 cross a ČZ 380.  Jako první jezdec Veterán Klasik absolvoval v roce 2007 jízdy v závodech do vrchu.  